# Sebatum
Sebatum era un centro abitato situato nella provincia romana del Norico. Esso, in base alle scoperte archeologiche, corrisponde all'attuale area del comune di San Lorenzo di Sebato, in Val Pusteria.

## Toponimo

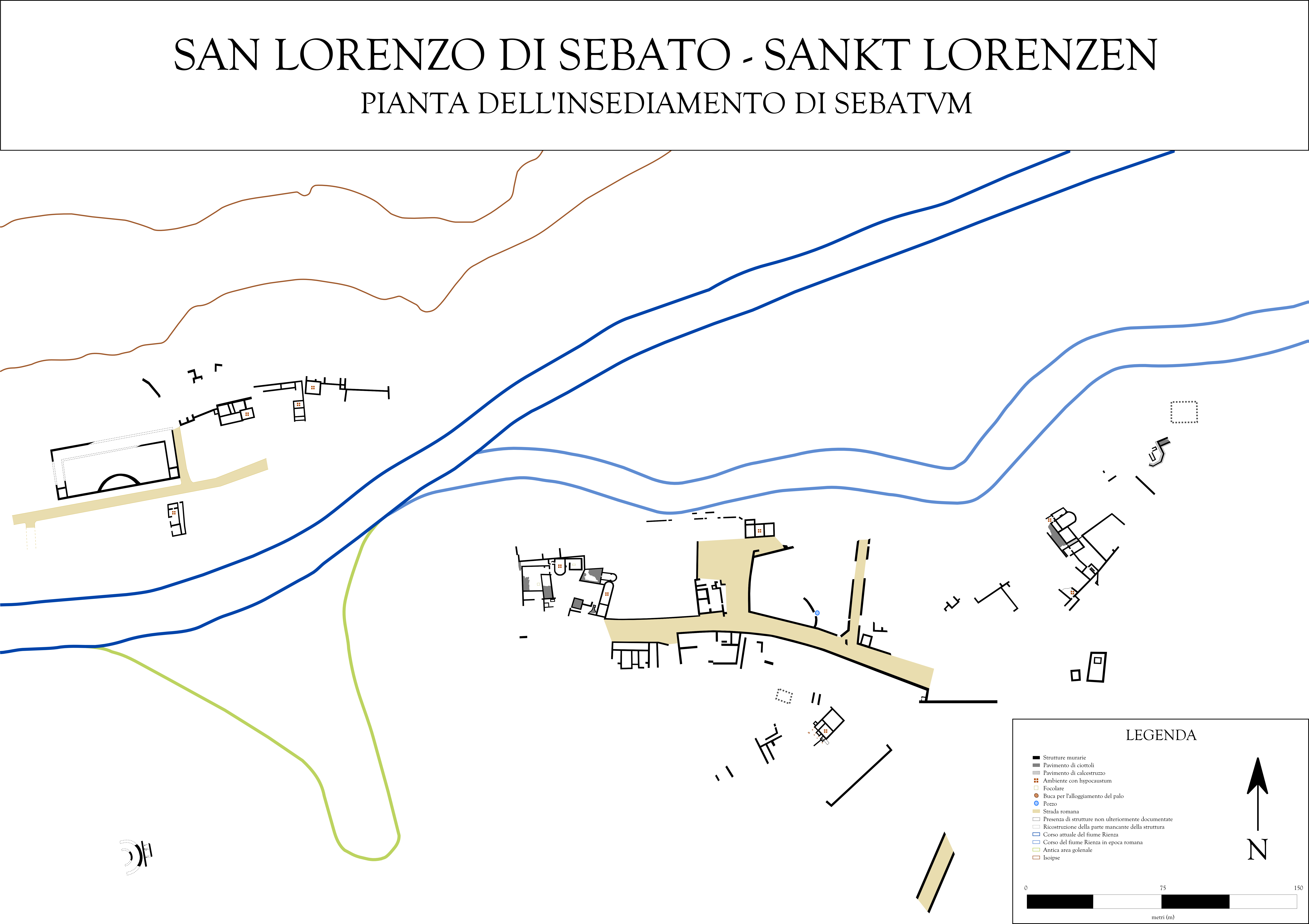
Sebatum, pianta generale delle strutture romane portate alla luce

Il toponimo Sebatum deriva dal popolo che abitava la Val Pusteria, cioè il pagus dei Saevates. Essi sono testimoniati da un'iscrizione bronzea, rinvenuta a Zuglio (Iulium Carnicum), dedicata intorno al 41-54 d.C. dalla civitas Saevatum et Laiancorum al procuratore Caius Baebius Atticus, che recita:
C(aio) BAEBIO P(ubli) F(ilio) CLA(udia) / ATTICO / IIVIR(o) I(ure) [D(icundo)] PRIMO PIL(o) / LEG(ionis) V MACEDONIC(ae) PRAEF(ecto) / C[I]VITATIVM MOESIAE ET/ TREBALLIA[E] [PRA]EF(ecto) [CI]VITAT(ium) / IN ALPIB(us) MARITVMIS T[R(ibuno)] MIL(itum) COH(ortis) / VIII PR(aetoriae) PRIMO PIL(o) ITER(um) PROCVRATOR(i) / TI(beri) CLAVDI CAESARIS AVG(usti) GERMANICI / IN NORICO / CIVITAS / SAEVATVM ET LAIANCORVM
Il geografo alessandrino Claudio Tolomeo (100-170 d.C.?) menziona nella sua Geografia i Σεουακες, che egli ritiene abitassero nel Norico occidentale a settentrione.
Infine il toponimo è attestato nell’Itinerarium Antonini nella forma Sebato:

Item ab Aquileia per compendium Veldidena m.p.m. CCXV sic: Ad Tricesimum m.p.m. XXX / Iulia Carnico m.p.m. XXX / Loncio m.p.m. XXII / Agunto m.p.m.XVIII / Littamo m.p.m. XXIII / Sebato m.p.m. XXIII / Vipiteno m.p.m. XXXIII / Veldidena m.p.m. XXXVI.

## Sviluppo dell'insediamento

### Origini
Nell'autunno del 16 a.C. il Regnum Noricum si sottomise pacificamente all'Impero Romano, governato allora da Ottaviano Augusto. Tale mutamento è testimoniato archeologicamente dai ritrovamenti di una moneta di Druso, di una moneta d'argento di Augusto databile al 19-16 a.C., da un'altra moneta di Augusto, da una macina rotante regolabile in basalto olivinico (importata) e da ceramica tipo Auerberg del I sec. d.C.
Nel 45 d.C. l'imperatore Claudio decise di abbandonare il rapporto clientelare che intercorreva fra l'Impero ed il Regnum Noricum e di istituire in sostituzione di quest'ultimo la provincia imperiale del Noricum, con capitale Virunum. Tale mutamento ebbe delle conseguenze anche per la civitas dei Saevates, che venne inglobata nell’Ager Aguntinum, cioè nel territorio del Municipium Claudium Aguntum. Da quel momento il processo di romanizzazione, che era consistito fino ad allora nell'assimilazione di elementi della cultura romana in quella retica locale, conobbe uno sviluppo ulteriore. A questo periodo risalgono i rifacimenti della via per compendium ed il grande edificio del macellum, costruito con una tecnica edilizia assai accurata.

### Apogeo: II secolo d.C.

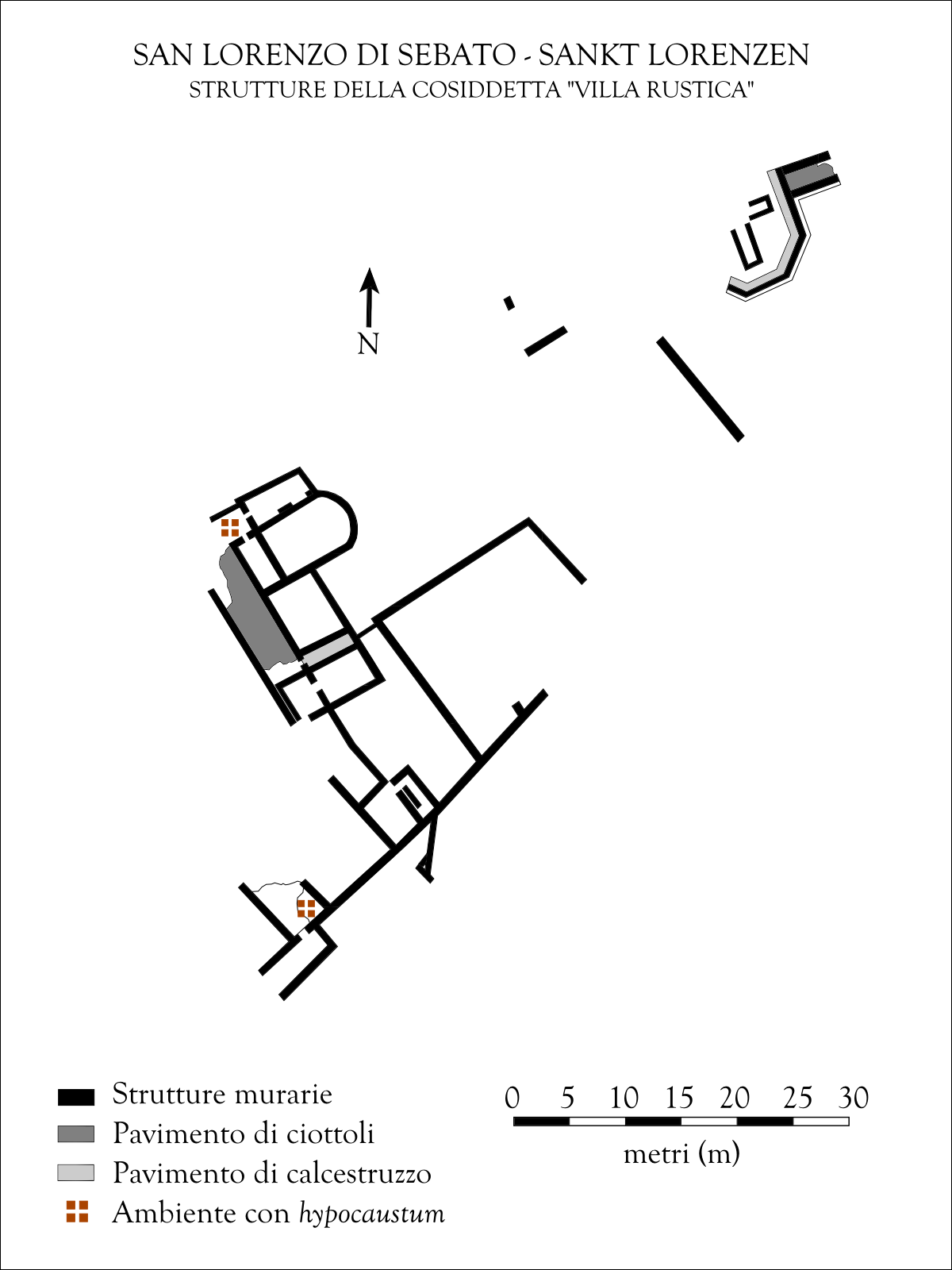
Sebatum, planimetria della villa rustica

Al II secolo d.C. corrisponde il periodo di massima floridezza per il centro di Sebatum, che si arricchì di importanti edifici, come quello della mansio; quest'ultimo, che si articola in diversi ambienti, accoglieva sia le terme, come testimoniano i vani absidati con tracce di pilastrini per il riscaldamento a hypocaustum, sia una fucina, come testimonia il ritrovamento di due forme di fusione, del frammento di un crogiolo e di numerose scorie di fusione. Questo complesso e la villa rustica, gli edifici più sfarzosi, dovevano essere riccamente decorati, come testimoniano frammenti di affreschi parietali con motivi vegetali (viticci, fiori, ghirlande di foglie), di intonaci colorati, di tessere musive, di stucchi con decorazioni floreali, di soglie delle porte e di rivestimenti parietali in marmo di produzione locale o di importazione (tipico marmo rosso veronese) e come testimonia il ritrovamento, nell'ambito del complesso della villa rustica, di una piccola fontana in marmo di Racines, decorato con raffigurazioni plastiche (Eros e Psiche). Gli altri edifici a destinazione residenziale, più modesti, erano forniti quasi tutti da almeno un ambiente dotato di sistema di riscaldamento ad hypocaustum e presentavano intonaci colorati.
Che Sebatum fosse un centro di rilevante importanza per i commerci lo testimoniano i ritrovamenti di terra sigillata di provenienza norditalica e gallica (bolli REGINVS FECIT, CN.D.ARICNOTI, ATTI FECIT), di lucernette di provenienza padana (bolli FORTIS, STROBILI, VIBIANI, C.DESSI, ATIMETI,  LVCIVS), di frammenti di anfore, di gioielli e di un frammento di una boccetta per profumi (quest'ultima, tra l'altro, testimonia legami commerciali molto lontani).
Sebatum, verso il 100 d.C., doveva essere il luogo di residenza di Tiberius Cr[-], che rivestiva la carica di duumvir del municipium di Aguntum, come testimonia la lapide fatta erigere ancora in vita per sé e per la sua famiglia.

### Inizio della crisi: III secolo d.C.
Agli inizi del III secolo d.C. la via per compendium, che attraversa il centro di Sebatum, fu interessata da una profonda ristrutturazione, come dimostra il miliare di Macrino e Diadumeniano, rinvenuto a Castelbadia (frazione nel comune di San Lorenzo di Sebato) e databile al 218 d.C., e come dimostrano i numerosi miliari ritrovati nella Val Pusteria (tre di Settimio Severo, uno di Gordiano III, uno di Messio Decio, uno di Caro e Carino) e nell'alta Valle Isarco (due di Settimio Severo). Nella seconda metà del III secolo d.C. Sebatum subisce la crisi che tocca l'Impero Romano e le incursioni di Alamanni e di Iutungi; ciò è evidente rispettivamente per le tecniche costruttive povere e per i vasti strati d'incendio rinvenuti in molte strutture scavate. Alla fine del III secolo d.C., si assiste a una ripresa dell'insediamento, evidenziata dai rifacimenti e ristrutturazioni degli edifici.

### Il IV secolo d.C. ed il definitivo abbandono dell'insediamento
Nel IV secolo d.C. si assiste a una maggiore presenza militare romana nel territorio; ciò è comprovato dal ritrovamento di militaria quali elementi di cintura militare, una fibula a bottoni a testa di cipolla (usata dai soldati) e da una fibula a croce latina (seconda metà del IV secolo d.C.). Proprio in questo secolo si diffonde anche a Sebatum il Cristianesimo. Infatti sotto l'attuale Chiesa Parrocchiale del paese si rinvennero muri dell'abside circolare di una chiesa paleocristiana databile, in base ai ritrovamenti monetali, al IV-V secolo d.C. Dopo un altro abbandono dell'insediamento, collocabile nel V secolo d.C., l'insediamento venne nuovamente abitato fino alla seconda metà del VI secolo d.C., come testimoniato dal tesoretto di monete bizantine, risalenti al 541 d.C. Dopo tale abbandono, la popolazione abitò più stabilmente sul colle denominato Burgkofel e lasciò l'abitato in balìa delle incursioni dei Franchi.

## Scoperte archeologiche

### Mansio

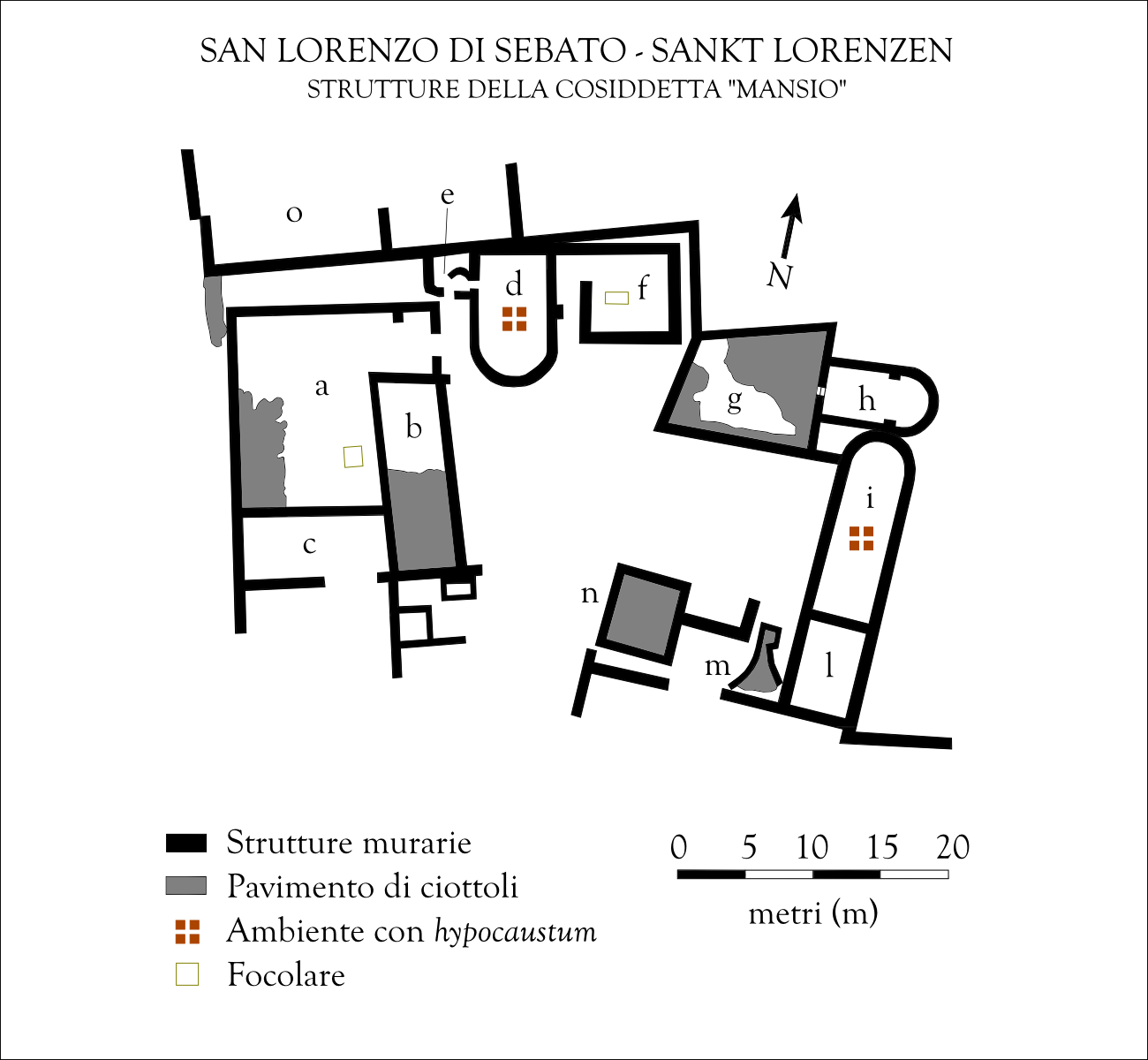
Sebatum, planimetria della mansio

Nel 1906 nei fondi Savoy-Steger vennero condotti dei sondaggi esplorativi, nei quali si recuperarono numerosi frammenti di tegoloni romani e di ceramica, una moneta di Antonino Pio ed un frammento di un'ara in marmo recante i resti di un'epigrafe, I.O.M.D.O. AEMILIVS NINNVS, per la quale si propose lo scioglimento I(ovi) O(ptimo) M(aximo) D(isque) O(mnibus) AEMILIVS NINNVS.
Tra il 1938 ed il 1940 vengono condotti scavi regolari dalla Sovrintendenza alle Antichità delle Venezie che mettono in luce edifici di età romana che si affacciano sui due lati della strada romana. L'edificio a nord della strada, in cui si riconosce la mansio, è strutturato in diversi ambienti.

Sul lato ovest, i vani a, b e c costituiscono un gruppo a sé stante; i vani a e b presentano un pavimento di ciottoli e dato il ritrovamento di due forme di fusione, del frammento di un crogiolo e di numerose scorie di fusione e la presenza di un focolare nell'ambiente a, quest'ultimo viene interpretato come una fucina.

Sul lato nord, il vano d è absidato e presenta un sistema di riscaldamento a hypocaustum, del quale si possono riconoscere i tipici pilastrini e tracce del praefurnium (e). Il vano f presenta un'entrata riparata dal vento ed al centro dell'ambiente è sito un focolare; è possibile ipotizzare un uso di tale vano come cucina. Questi ambienti sono collegati al gruppo di vani ad est tramite il muro perimetrale (o). Tra il muro perimetrale e quello del vano f si trova uno scheletro, riferibile a una sepoltura molto tarda.

Sul lato est, il vano absidato h è connesso al vano g, che presenta un pavimento in acciottolato. L'abside del vano i, il quale presenta tracce dei pilastrini per il riscaldamento a hypocaustum, tocca il lato meridionale del vano h. Il vano l rappresenta la continuazione del vano i, anche se da quest'ultimo è separato da un muro. Sempre di questo gruppo di ambienti fanno parte anche il vano quadrato n e, poste tra quest'ultimo vano ed il vano l, due canalette (m) che confluiscono a V.

Tra i reperti rinvenuti, sono da menzionare i due frammenti di are in marmo – uno con epigrafe [V]ICT[ORIA] e l'altro con epigrafe [EX] VOT[VM] – tegoloni, frammenti di anfore, il frammento di una lucernetta con bollo FORTIS, mattoni forati, reperti in ferro ed in ceramica, monete che vanno dal II al IV secolo d.C., ventidue monete d'oro bizantine e fibule (tra cui un esemplare del tipo a croce latina, che risale alla seconda metà del IV secolo d.C.), oltre ai già citati strumenti per fabbro.

### Villa rustica
Nel 1934, nel corso di alcuni lavori stradali, nei fondi Alverà-Kostner vengono distrutte alcune strutture romane ed il materiale recuperato (quattro monete di bronzo ed il frammento di una piccola fontana in marmo bianco di Racines, appartenente al gruppo tipologico delle fontes salientes) viene inviato al Museo Civico di Bolzano. Viste le evidenze archeologiche, nel 1938 viene condotto uno scavo sistematico delle strutture rimanenti. Il complesso rinvenuto nel fondo Kostner è formato da una decina di ambienti, dei quali due presentano i pilastrini per il sistema di riscaldamento a hypocaustum ed uno è absidato. Tra i reperti rinvenuti sono da menzionare una punta di giavellotto di ferro, un punteruolo di ferro con manico d'osso, anelli di bronzo, una moneta di Costantino, frammenti di intonaco colorato, frammenti di mattoni forati per hypocaustum e di tegoloni, un frammento di terracotta decorativa con capitello ionico e palmetta. A nord di questa struttura, nel fondo Alverà, si scoprono i resti di un edificio ottagonale, con corridoio laterale, che al centro presenta piccole fosse. Queste originariamente erano ricoperte di marmo e formano, con un'opportuna integrazione, una croce. I reperti scoperti comprendono lastre di marmo per rivestimento frammenti di tegoloni e placchette per porte.

### Mercato (Macellum)

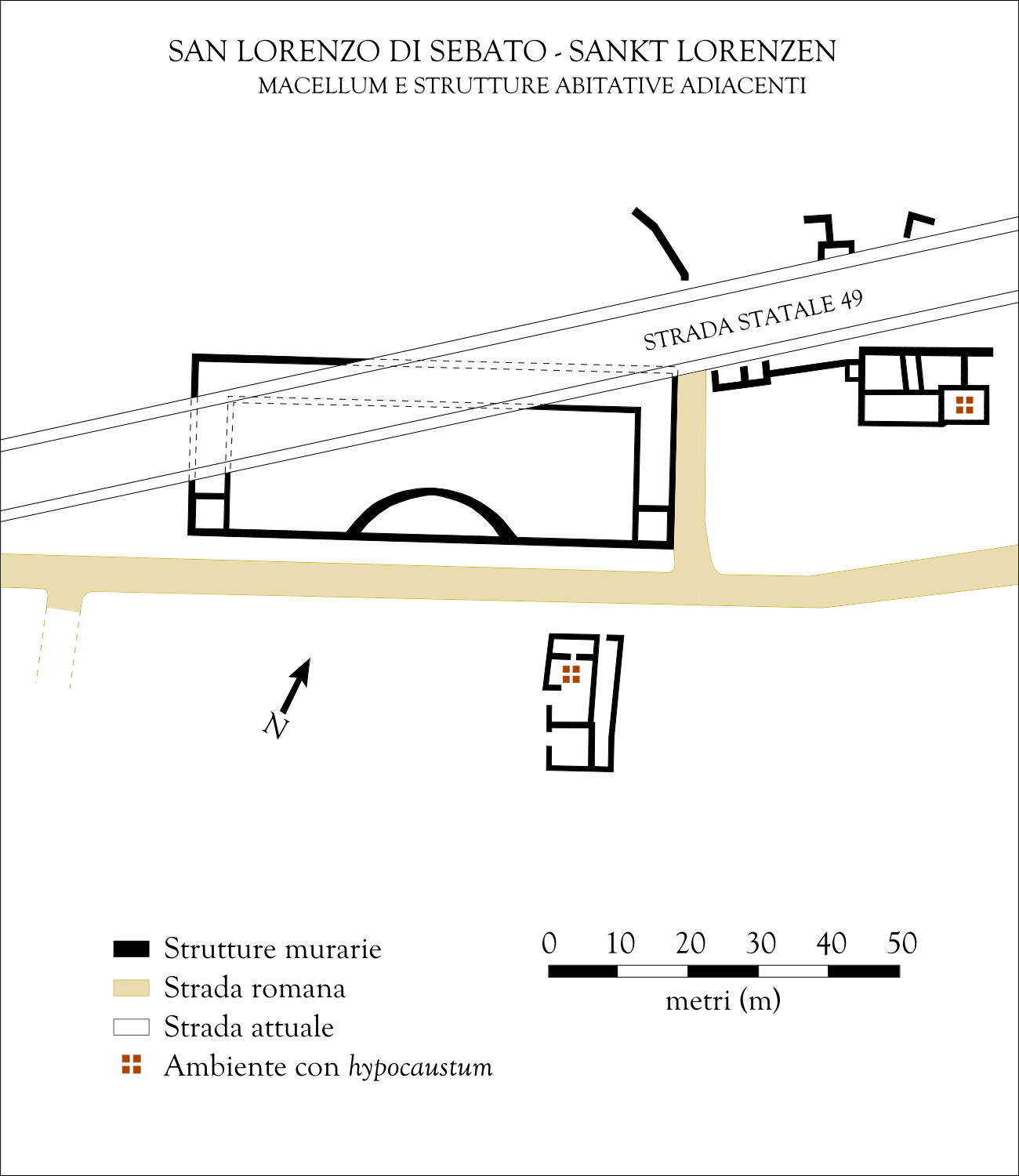
Sebatum, planimetria del mercato (macellum) e delle abitazioni adiacenti

Dal 1938 al 1940 vengono condotti scavi regolari nel fondo Hilber, dove viene individuato un grande edificio pubblico lungo 69,56 metri e largo 24,86 metri. La struttura rettangolare era circondata su tre lati da ambienti coperti che si arrestano sul lato meridionale, dove sono situati due vani quadrati per i rispettivi due lati. Sempre nel lato meridionale si riscontra le presenza di un'esedra. L'edificio venne costruito con una tecnica edilizia accurata, disponendo filari di ciottoli fluviali per costruire muri dallo spessore di 60 centimetri. Da notare è il reimpiego della metà di una macina per la costruzione di uno dei muri. L'edificio si affacciava sulla via per compendium.
Ricco è il repertorio dei materiali rinvenuti in fase di scavo. Accanto ai classici frammenti di tegoloni, di mattoni forati per hypocaustum, vengono rinvenuti: una lastra di rivestimento in marmo; più di quaranta monete bronzee e alcuni esemplari argentei, che vanno da Agrippa ed Augusto sino a Costantino e discendenti; quattro fibule (due di tipo a cerniera, una a due bottoni, una di tipo norico pannonico); reperti in ferro, come una roncola, numerosi coltelli, anelli, punte di lancia e una collanina; reperti di bronzo, come tre foglie di edera di lamina sbalzata, degli stili, due spilloni, un accessorio per cintura norico pannonico, un manico di secchiello,  vari anelli (fra cui uno con castone in pasta vitrea blu), due fibbie;  frammenti di terra sigillata (un frammento presenta il bollo REGINVS FECIT), un frammento di recipiente tipo Dragendorff 37, un frammento di peso da telaio, frammenti di anfore, frammenti di lucernette;  frammenti di vetro, ambra, un segnapunti in osso, una macina di pietra e una forma di fusione.

### Altri edifici
Nei fondi Puenland, Mayer, Robara, Schwemmberger si scoprono resti di edifici con prevalente scopo abitativo. Le abitazioni rinvenute in tali zone presentano tutte un ambiente con sistema di riscaldamento a hypocaustum. Per alcune di esse (Puenland, Robara, Schwemmberger) si può ipotizzare che alcuni ambienti fossero adibiti ad uso agricolo. Nel fondo Mutschlechner vengono scoperti due edifici pressoché rettangolari, uno dei quali contiene una sepoltura. Per tali sepolture appare verosimile una datazione tardo antica. Sotto l'attuale Chiesa Parrocchiale di San Lorenzo di Sebato si scoprono negli anni 1994-1995 strutture murarie appartenenti a due edifici diversi: il primo, risalente al I-II secolo d.C., del quale si portano alla luce solo 2 pareti; il secondo, risalente al IV-V secolo d.C., nel quale si può riconoscere parte dell'abside e parte del banco presbiteriale di una chiesa paleocristiana.

### Necropoli

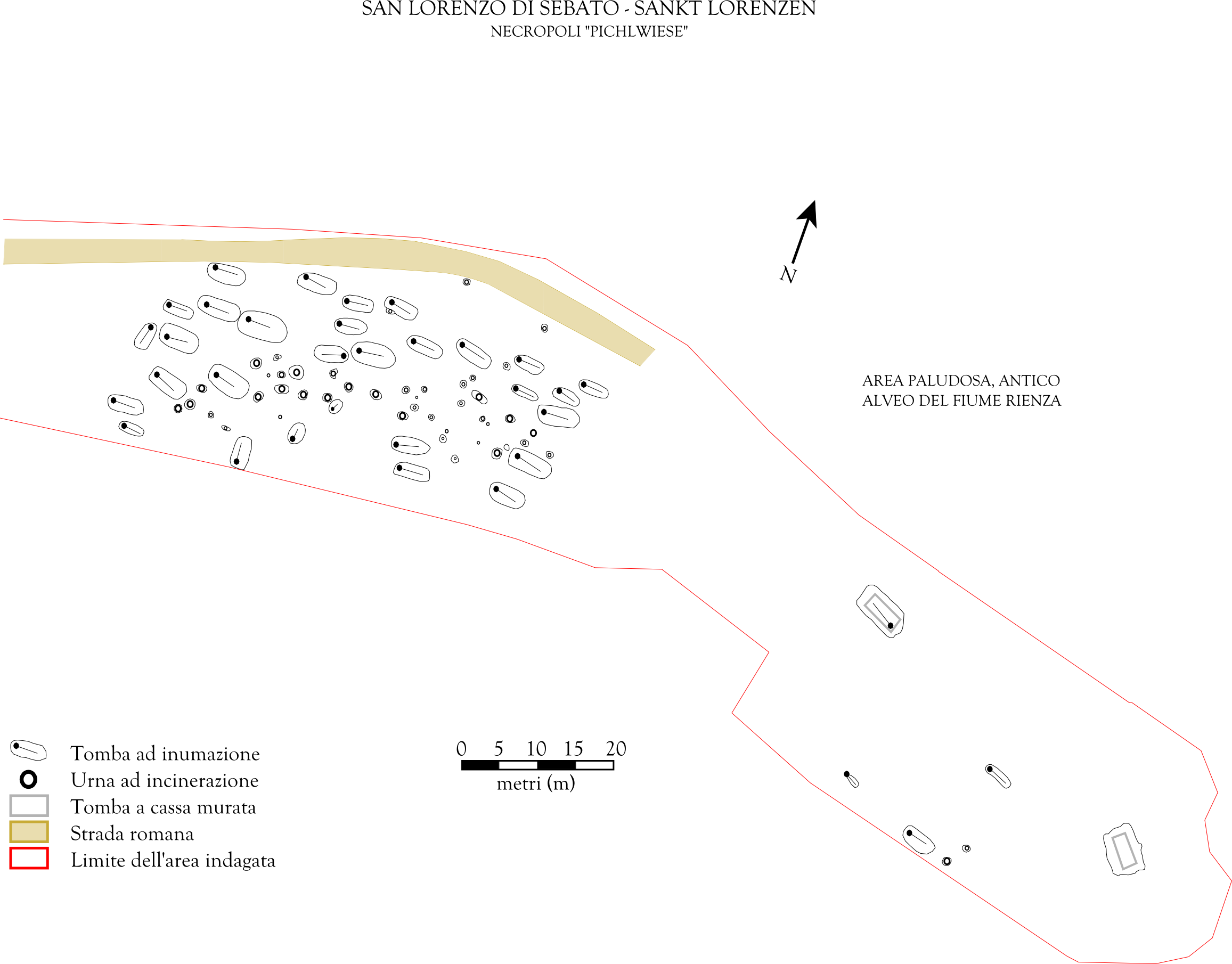
Sebatum, necropoli "Pichlwiese".

A Sebatum sono state scoperte due grandi aree sepolcrali: la necropoli di Pichlwiese e quella di Floronzo (frazione del paese).
La necropoli di Pichlwiese viene scavata tra il 2001 ed il 2002 e si riportano alla luce complessivamente 82 sepolture, che si possono classificare in 3 tipologie: tombe a cassa murata, urne ad incinerazione e tombe ad inumazione. In base ad alcune tracce di fibre di legno ed alla morfologia di alcune fosse si può ipotizzare che alcuni individui fossero sepolti in sarcofagi ricavati da tronchi d'albero (i cosiddetti Baumsärge) e che altri fossero sepolti in casse di legno. Le tombe contenevano vari oggetti di corredo, come vasellame, lucernette (tra cui una con bollo C.DESSI) coltelli, collane, armille (numerose a testa di serpe), monete, chiodi da carpenteria, fibule, bicchieri di vetro, un frammento di una bambola ed un anellino in oro con iscrizione SOLI ET LVNE. Accanto alla necropoli si sono trovati i resti della strada romana, ai lati della quale la necropoli stessa si è sviluppata tra il I-II ed il V-VI secolo d.C.
Nei campi di Floronzo si rinviene nel 1803 un sarcofago in marmo saccaroide, avente coperchio centinato e con acroteri, che contiene una lucerna in rame, frammenti di alcuni vasi fra cui anche di terra sigillata (uno con bollo ATTI FECIT) ed infine due teschi umani.  Tra il 1835 ed il 1836 venne ritrovato un sarcofago in pietra contenente due asce ed un sarcofago di pietra contenente due lampade fittili, mentre nel 1856 viene scoperto un sarcofago in marmo. Nel 1872 viene portato alla luce un sarcofago e nel 1894 vengono ritrovati reperti tombali: quattro fiasche poliedriche in vetro, un'urna in vetro con i resti del cremato, frammenti di balsamari, otto perle di vetro, un dado in osso, un coltello in ferro, un anello in ferro, tre lucerne (di cui una con bollo ATIMETI e una con bollo STROBILI), tre monete di bronzo ed altri reperti ceramici e bronzei; nel 1917 viene scoperta un'urna in terracotta con i resti del cremato. Nel 1938 vengono intrapresi scavi sistematici e si riportano alla luce i resti di almeno dodici tombe. Nei pressi di una delle tombe si scoprono due muri a secco paralleli, che possono essere interpretati come resti di un recinto funerario. Tra i reperti rinvenuti si menzionano numerosi resti fittili di urne cinerarie, dischetti di osso, una fibula del tipo a ginocchio, un anello, due armille e lamine in bronzo.

### Lapide delduumvirTiberius Cr[-]
Nel 2008 viene scoperta casualmente una lapide di età romana, da mettere in relazione con la via per compendium; infatti si ipotizza che la stele avesse funzione commemorativa. La lapide, che risale al 100 d.C. circa, presenta questa epigrafe:
TI(berius) CR[ISPVS?] / TI(berii) F(ilius) I(H?) / IIVIR / IVLIAE TI(berii) FIL(iae) [VXORI?] / ET TI(berio) VIRITIO / ET G(aio) VIRITIO / VOLVSIAE / P
Traduzione: Tiberius Cr[-], figlio di Tiberio I[-] (oppure H[-]), II iure dicundo, ancora in vita ha fatto realizzare questo monumento tombale per sé, la moglie Iulia, la figlia di Tiberius, per Tiberius Viritius, Caius Viritio e per Volusia, figlia di Caius [...]

### Miliario di Macrino e Diadumeniano
Nel 1857 viene scoperto a Castelbadia un miliare di Macrino e Diadumeniano, risalente al 218 d.C.; alto 2,41 metri, presenta una circonferenza di 1,90 metri ed un diametro di 63 centimetri. L'epigrafe recita così:
IMP(erator) Caes(ar) / M(arcus) OPELLIVS SEVERVS / MACRINVS PIVS FELIX / AVG(ustus) PONT(ifex) MAX(imus) TRIB(unicia) P(otestate) II / P(ater) P(atriae) CO(n)s(ul) ET M(arcus) / OPELLIVS ANTONINVS / DIADVMINIANVS / NOBILISS(imus) CAES(ar) / PRINC(eps) IVVENTVT(is) / PROVIDENTISSIMI / AVG(usti) FECER(unt) / AB AG(unto) M(ilia) P(assuum) / LVI

## Economia di Sebatum
L'economia del capoluogo dei Saevates era basata soprattutto sul commercio, come testimoniano i reperti fittili, soprattutto la terra sigillata di provenienza norditalica e gallica, le lucernette di provenienza padana, ed i frammenti di anfore. L'attività agricola doveva costituire tuttavia una parte importante dell'economia dell'insediamento, come documentato dalle numerose macine, da una zappa e dallo strato agricolo, utilizzato per la coltivazione di cereali o della vite, rinvenuto negli scavi del fondo Puenland. Una roncola testimonia invece la presenza di qualche vigneto, come anche il ritrovamento, effettuato nella necropoli di Pichlwiese, di un bicchiere di vetro decorato con due grappoli d'uva blu stilizzati. La pastorizia doveva essere una fonte primaria di sostentamento; il repertorio di reperti che documentano tale attività comprende un batacchio per campanaggio, un campanaggio in bronzo e una cesoia per tosare. L'attività tessile, soprattutto quella domestica, e documentata da pesi da telaio, fuserole (in osso ed in piombo) ed aghi da cucire. Anche l'attività artigianale, soprattutto quella legata alla mansio, doveva essere molto sviluppata, come testimonia il ritrovamento di uno scalpello in ferro, una cazzuola da muratore, un peso per filo a piombo, un braccio di compasso, una lama di sega, coti, un'incudine di ferro, punteruoli, scarti di lavorazione di corno ed ossa, un perforatore, una lesina, aghi, asce, frammenti di forme di fusione e frammenti di un crogiolo. La presenza di tabernae o comunque la passione degli abitanti per il gioco d'azzardo è testimoniata da numerosi dadi, segnapunti e pedine da gioco.